# Claudia
Claudia je žensko osebno ime.

## Izvor imena
Ime Claudia je različica imena Klavdija

## Pogostost imena
Po podatkih Statističnega urada Republike Slovenije je bilo na dan 31. decembra 2007 v Sloveniji število ženskih oseb z imenom Claudia: 152. Med vsemi ženskimi imeni pa je ime Claudia po pogostosti uporabe uvrščeno na 469. mesto.

## Osebni praznik
V koledarju je ime Claudia skupaj z imenom Klavdija.